# Economische Gemeenschap van West-Afrikaanse Staten
De Economische Gemeenschap van West-Afrikaanse Staten (internationaal meestal aangeduid als Economic Community of West African States, ECOWAS) is een intergouvernementele organisatie, een regionale groep van vijftien landen in West-Afrika. Haar hoofddoel was het bevorderen van de economische integratie.

## Oprichting en activiteiten
ECOWAS werd gevormd op 28 mei 1975, toen (vijftien) West-Afrikaanse landen het Verdrag van Lagos tekenden.
ECOWAS werd gesticht om 'collectieve zelfvoorziening' voor de lidstaten te bewerkstelligen, door een monetaire unie en een groot handelsblok. Omdat het proces naar dit doel traag verliep, werd het verdrag op 24 juli 1993 te Cotonou gewijzigd in een losser samenwerkingsverband. In december 2000 trad Mauritanië uit, na dit in december 1999 te hebben aangekondigd. Kaapverdië behoorde niet tot de oprichtende landen maar trad in 1976 alsnog toe.
ECOWAS treedt ook op als regionale vredesmacht, waarbij lidstaten incidenteel een militaire interventiemacht kunnen vormen om in te grijpen bij politieke instabiliteit en conflicten, zoals in 2017 in Gambia.

## Taal
De organisatie heeft drie officiële talenː Engels, Frans en Portugees, alle lidstaten hebben een van deze talen als een officiële landstaal (vaak naast andere talen). 
In het Engels, gebruikt in Gambia, Ghana, Liberia, Nigeria en Sierra Leone, is de officiële naam Economic Community of West African States, afgekort ECOWAS. 
In het Frans, gebruikt in Burkina Faso, Guinée (Conakry), Ivoorkust (Côte d'Ivoire), Mali, Niger, Senegal en Togo, wordt de groep aangeduid als Communauté économique des États de l'Afrique de l'Ouest.
In het Portugees, gebruikt in Guinee-Bissau en de Kaapverdische eilanden, als Comunidade Económica dos Estados da África Ocidental. In het Frans en Portugees wordt het afgekort als CEDEAO.

## Lidstaten
| - Benin (fr) - Gambia (en) - Ghana (en) - Guinee (Conakry) (fr) - Guinee-Bissau (pt) - Ivoorkust (fr) | - Kaapverdië (pt) - Liberia (en) - Nigeria (en) - Senegal (fr) - Sierra Leone (en) - Togo (fr) |

### Geschorste lidstaten
- Guinee: na staatsgreep in 2008
- Ivoorkust: na presidentsverkiezingen in 2010
- Niger: na staatsgreep in 2009
- Mali: na staatsgreep in 2012
- Mali: na staatsgreep in 2021
- Niger: na staatsgreep in 2023

### Uitgetreden lidstaten
- Burkina Faso: uitgetreden januari 2024 [3]
- Mali: uitgetreden januari 2024
- Niger: uitgetreden januari 2024

In januari 2024 beslisten Niger, Mali en Burkina Faso met onmiddellijke ingang ECOWAS te verlaten.

### Voormalig lidstaat
- Mauritanië (Arabisch-talig): van 1975 tot 2000